# Christian Nicolau
Christian Nicolau (ur. 13 lutego 1947 w La Tronche) – francuski lekkoatleta, sprinter, mistrz Europy z 1969.
Specjalizował się w biegu na 400 metrów. Startował w nim na igrzyskach olimpijskich w 1968 w Meksyku. Awansował do ćwierćfinału, lecz w nim nie wystąpił. Pobiegł również w biegu eliminacyjnym sztafety 4 × 400 metrów. W finale zastąpił go Jean-Pierre Boccardo (sztafeta francuska zajęła 8. miejsce).
Nicolau odniósł największy sukces na mistrzostwach Europy w 1969 w Atenach, gdzie wywalczył złoty medal w sztafecie 4 × 400 metrów, która biegła w składzie:Gilles Bertould, Nicolau, Jacques Carette i Jean-Claude Nallet.
Zajął 4. miejsce w sztafecie 2+3+4+5 okrążeń (w składzie: Nicolau, Bertould, Guy Taillard i Gérard Colin) na halowych mistrzostwach Europy w 1970 w Wiedniu. Zdobył brązowy medal w sztafecie 4 × 400 metrów na letniej uniwersjadzie w 1970 w Turynie.
Na mistrzostwach Europy w 1971 w Helsinkach Nicolau odpadł w eliminacjach biegu na 400 metrów, a francuska sztafeta 4 × 400 metrów w składzie: Bertould, Nicolau, Daniel Vélasques i Nallet zajęła 6. miejsce w finale.
Nicolau był mistrzem Francji w biegu na 400 metrów w 1967 i wicemistrzem na tym dystansie w 1968.
Wyrównał rekord Francji w biegu na 400 metrów czasem 45,7 s (16 października 1968 w Meksyku). Dwukrotnie był rekordzistą Francji w sztafecie 4 × 400 metrów do wyniku 3:00,65, uzyskanego 20 września 1969 w Atenach.